# Torymus
Torymus es un género de avispas calcidoides de la familia Torymidae nombrado en honor de Johan Wilhelm Dalman en 1820. La mayoría de las especies son ectoparasitoides de insectos formadores de agallas. Las plantas nutricias más comunes de los huéspedes de Torymus son Quercus (Fagaceae), Rosa (Rosaceae) y numerosas Compositae. Hay más de 400 especies de distribución mundial.
Algunas especies se usan como controles biológicos, por ejemplo Torymus sinensis ha sido introducido en Europa para controlar una plaga de los castaños, Dryocosmus kuriphilus, especie invasora, formadora de agallas.

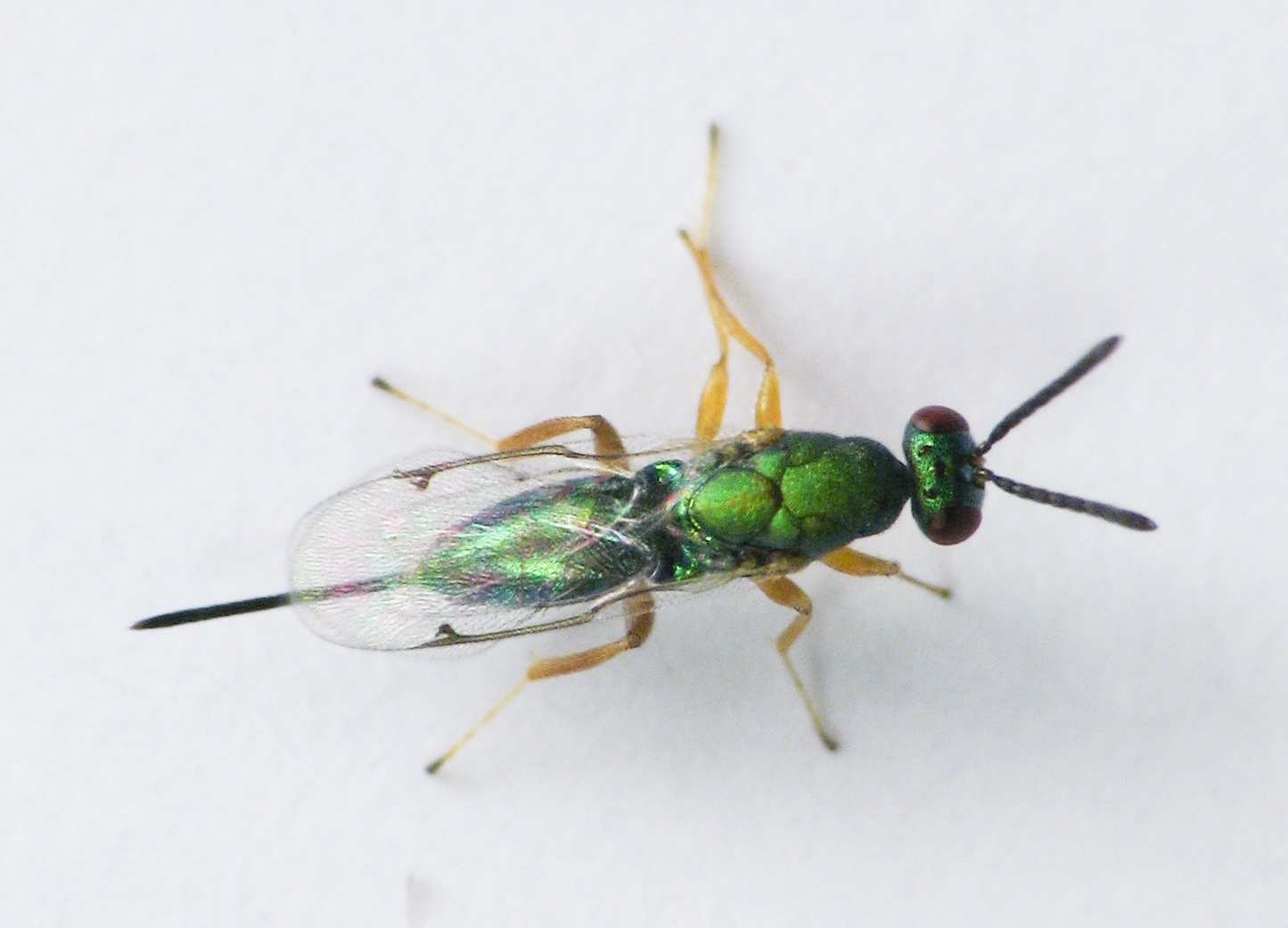
Torymus sp., hembra, parásito de Dasineura salicifoliae